# Бориславци
 Тази статия е за селото в България.  За селото в Егейска Македония, Гърция вижте Бериславци.  
Бориславци е село в Южна България. То се намира в община Маджарово, област Хасково.

## География
Село Бориславци е разположено на брега на река Арда. От него започва язовир „Ивайловград“. Разположено е в обширна равнина, изписана с живописни и придливи места, подходяща дестинация за почивка, развлечение и отдих, също и за риболов.

## История
Борис Георгиев Славов – Чолака /истинското му име е Борис Георгиев Чолаков/ е роден на 22 юли 1870 г. в село Сьоют /Суют/ Söğütköy/. Селото се произнасяло от малоазийските българи като Сюютя и е в съседство с Коджа бунар. Борис Славов е най-големият от трите деца на Георги и Мария Чолакови, имал още по-малък брат Димитър и най-малка била сестра им Анастасия. Семейството се занимавало с търговия, животновъдство и земеделие, и живеело на главната улица в близост до одаята /кметството/. Бащата Георги Чолаков в свободното време пеел народни български песни и свирил на кеменче /гъдулка/, а майката се грижела децата да научат българско четмо и писмо.….
След двете войни през лятото на 1913 година войводата Борис Славов окончателно се премества с четата си в Дедеагач /Александруполис/ и активно се заема с посрещането /пристигането, настаняването и осигуряване придвижването на българите от Мала Азия и Беломорска Тракия към България. Бежанците от Мала Азия са тръгвали от пристанището на Бандърма и са слизали на пристанището в Дедеагач.
В Дедеагач Борис Славов разбира, че консулите на Западноевропейските държави, които имат седалища в пристанищния град, са излезли с призив българското население да се стече в Дедеагач. Техните обещания били, че с параходи ще ги превозят до пристанищните градове Варна и Бургас, за да бъде спасено българското население от турските безчинства....
Войводата Борис Славов научава за битката при Маджарово и жестоките кланета, извършени от турската войска. Негов четник бива изпратен от войводите Димитър Маджаров и Руси Славов да му докладва за обстановката, пътя през каналите, движението на турския башибозук и разположението на турската войска и армия. За 3 /три/ дни Борис Славов събира и въоръжава четата си от 30 верни другари и около 200 доброволци, сред които е имало българи, гърци, албанци и сърби.......
Борис Славов тръгва да спасява колоната бежанци, пътуващи за българската граница през канала: Доганхисар – Голям Дервент – Малък Дервент – Горно Суванли /Горно Луково/ – Долно Суванли /Долно Луково/ – Гьокчебунар /Сив кладенец/ – Юбрю йорен /Горноселци/ – Ада Чалъ /Бориславци/ – Оваджик /Горно поле/. Навсякъде по пътя Борис Славов и неговата чета виждат какви ли не покъртителни и сърцераздерателни сцени на кланета и трупове – на мъже, жени, старци, майки и деца, захвърляни и удряни в земята малки деца, пеленачета умъртвени във вързопите и затиснати с камъни, изкормени бременни и изнасилвани многократно жени и девойки, разчленени мъже и старци и какво ли още не. В резултат на стреса от видяното и преживяното от тези покъртителни картини на жестокости, на някои от доброволците за броени дни им побелели косите, а на други доброволци им окапали косите. Близо 2000 оцелели бежанци се събират по пътя около четата на Борис Славов и тръгват през този канал с войводата за България.
На 10. 10. 1913 година рано сутринта четата на без особени проблеми, препятствия и сражения достига река Арда. Войводата и бежанците решават да направят последна почивка, преди оставащите няколко километра до българската граница. Всички заемат наблюдателна позиция на билото над село Ада Чалъ /Бориславци/. Този хълм от юг и запад бива пазен от река Арда, а опасност би могла да дойде единствено от изток, тъй като на север е българската граница и граничният пункт……
Към обяд разузнавателният отряд на войводата забелязъл наближаващ турски башибозук от около 400 души, движещ се от изток на запад, вероятно отиващ към Ятаджик /Маджарово/. Борис Славов наредил четниците да заемат шахматна позиции на хълма, като до всеки един с оръжие и муниции да застанат още двама – трима бежанци, които при евентуална смърт на четника или доброволеца имали задължението да му вземат оръжието и мунициите и да продължат стрелбата и битката. След продължителна и неравностойна 7 /седем/ часова борба и жестока кървава битка на билото с турския башибозук Борис Славов успява да го отблъсне и така спасява около 2000 бежанци предимно старци, жени и деца, които се отправят към Оваджик Горно поле, където е била българската граница.
Тази битка на хълма над Бориславци се оказва последната за 43-годишния войводата. Борис Славов многократно е бил предупреждаван от своя отряд – разузнавачи, че срещу него се готви убийство или атентат, но все е казвал, че неговите две икони на Св. Георги Победоносец и на Св. великомъченик Димитър Солунски Чудотворец ще го пазят. Войводата е застрелян от свой четник – доброволец, грък продал се за 100 жълтици. Предателят веднага бива настигнат, заловен и убит от разузнавачите на войводата. Три куршума са изстреляни от предателя по Борис Славов. Фатален за войводата е бил изстрелът в главата, другите два попадат в двете икони, които носел до гърдите си. Борис Славов и загиналите четници са погребани в източната част на билото над село Ада – Чалъ, което сега носи името на войводата – Бориславци. До тялото на войводата са положени и неговите две икони с двата куршума в тях – на Св. Георги Победоносец и на Св. великомъченик Димитър Солунски Чудотворец.
В памет на войводата Борис Славов село Ада – Чалъ е преименувано на село Бориславци със Заповед № 2820 на Министерство на вътрешните работи и народното здраве от 09.08. 1934 г., Обн., ДВ, бр. 109 от вторник 14. 08. 1934 г. Тогава е построена и църквата в село Бориславци, която съгласно волята на войводата носи името Св. великомъченик Димитър Солунски Чудотворец.

## Религии
- християнство

## Културни и природни забележителности
- Исторически музей „Христо Чолаков“[3]

През 2006 г. в с. Бориславци е открит „Исторически музей – Христо Чолаков“ – музей на бежанците от Мала Азия и Беломорска Тракия, който е олицетворение за бита, обичаите, предметите и сечивата от създаването на селото до наши дни. В музея може да видите снимки на археологическите забележителности и местности в региона, да разберете за разорението на тракийските и малоазийските българи, кланетата по река Арда, както и да видите минералното разнообразие на този необикновен край. От 2012 г. се представя и рекламира в Париж, Мюнхен, Виена и Будапеща.
- Входната табела
- Центърът на село Бориславци
- Кметството на селото
- Читалище „Искра 2009“
- Някогашната ЦДГ „Петър Ангелов“
- Паметникът на предците-основатели на селото
- Храм „Св. великомъченик Димитър Солунски Чудотворец“
- Музеят „Христо Чолаков“

## Редовни събития
- Събор – последната събота на месец август (всяка година).